# Grammisgalan 2000
Grammisgalan 2000 hölls i Kungliga tennishallen i Stockholm den 14 februari år 2000, och gällde 1999 års prestationer. Galan sändes i TV 4.

## Priser
- Årets album: Christian Falk Quel Bordel
- Årets låt: Patrik Isaksson Du får göra som du vill
- Årets artist: Joakim Thåström
- Årets pop/rockgrupp: Kent Hagnesta Hill
- Årets kvinnliga pop/rockartist: Robyn My Truth
- Årets manliga pop/rockartist: Petter Bananrepubliken
- Årets nykomling: Patrik Isaksson När verkligheten tränger sig på
- Årets hårdrock: Lok Naken, blästrad och skitsur
- Årets modern dans: Christian Falk Quel Bordel
- Årets dansband: Barbados Belinda
- Årets jazz/blues: Bernt Rosengren Octet Bernt Rosengren Plays Evert Taube
- Årets visa/folk: Freddie Wadling En skiva till kaffet
- Årets klassiska album: Cecilia Zilliacus och Bengt Åke Lundin Svenska violinsonater
- Årets barn: Jojje Wadenius Zoppa
- Årets textförfattare: Lars Winnerbäck
- Årets kompositör: Patrik Isaksson
- Årets producent: Christian Falk
- Årets musikvideo: Lambretta Blow My Fuses/Absolutely Nothing
- Juryns specialpris: Musikstudion Cheiron Productions
- Juryns hederspris: Povel Ramel

### Fotnoter
1. ↑  ”TV4 riks 2000-02-14”. Svensk mediedatabas. 14 februari 2000. https://smdb.kb.se/catalog/id/002963507. Läst 1 mars 2017.